# Вышеград (Киевская область)
Вышеград (укр. Вишеград) — село, входит в Макаровский район Киевской области Украины.
Население по переписи 2001 года составляло 16 человек. Почтовый индекс — 08034. Телефонный код — 4578. Занимает площадь 0,12 км². Код КОАТУУ — 3222784603.

## Местный совет
08034, Киевская обл., Бучанский р-н, с. Маковище, ул. Центральная, 59